# Weltmeisterschaften im Gewichtheben 1994
Die 8. Weltmeisterschaften im Gewichtheben der Frauen und 66. Weltmeisterschaften im Gewichtheben der Männer fanden vom 17. bis 27. November 1994 in der türkischen Stadt Istanbul statt. An den erstmals gemeinsam von der International Weightlifting Federation (IWF) im Zweikampf (Reißen und Stoßen) ausgetragenen Wettkämpfen nahmen 105 Gewichtheberinnen aus 30 Nationen und 242 Gewichtheber aus 52 Nationen teil.

## Medaillengewinner

### Männer

#### Klasse bis 54 Kilogramm
| Disziplin | Gold        | Gold     | Silber         | Silber   | Bronze             | Bronze   |
| --------- | ----------- | -------- | -------------- | -------- | ------------------ | -------- |
| Reißen    | Halil Mutlu | 130,0 kg | William Vargas | 122,5 kg | Sewdalin Mintschew | 122,5 kg |
| Stoßen    | Halil Mutlu | 160,0 kg | Iwan Iwanow    | 155,0 kg | Lan Shizhang       | 150,0 kg |
| Zweikampf | Halil Mutlu | 290,0 kg | Iwan Iwanow    | 275,0 kg | Sewdalin Mintschew | 270,0 kg |

#### Klasse bis 59 Kilogramm
| Disziplin | Gold            | Gold     | Silber             | Silber   | Bronze             | Bronze   |
| --------- | --------------- | -------- | ------------------ | -------- | ------------------ | -------- |
| Reißen    | Nikolaj Pešalov | 135,0 kg | Hafız Süleymanoğlu | 135,0 kg | Radostin Panajotow | 130,0 kg |
| Stoßen    | Nikolaj Pešalov | 168,0 kg | Hafız Süleymanoğlu | 162,5 kg | Chun Byung-kwan    | 157,5 kg |
| Zweikampf | Nikolaj Pešalov | 302,5 kg | Hafız Süleymanoğlu | 297,5 kg | Radostin Panajotow | 287,5 kg |

#### Klasse bis 64 Kilogramm
| Disziplin | Gold              | Gold     | Silber            | Silber   | Bronze        | Bronze   |
| --------- | ----------------- | -------- | ----------------- | -------- | ------------- | -------- |
| Reißen    | Naim Süleymanoğlu | 147,5 kg | Valerios Leonidis | 146,5 kg | Ilian Iliew   | 142,5 kg |
| Stoßen    | Naim Süleymanoğlu | 182,5 kg | Valerios Leonidis | 180,5 kg | Attila Czanka | 172,5 kg |
| Zweikampf | Naim Süleymanoğlu | 330,0 kg | Valerios Leonidis | 325,0 kg | Attila Czanka | 312,5 kg |

#### Klasse bis 70 Kilogramm
| Disziplin | Gold         | Gold     | Silber          | Silber   | Bronze          | Bronze   |
| --------- | ------------ | -------- | --------------- | -------- | --------------- | -------- |
| Reißen    | Fedail Güler | 160,0 kg | Angel Gentschew | 155,0 kg | Ergün Batmaz    | 155,0 kg |
| Stoßen    | Attila Feri  | 190,0 kg | Fedail Güler    | 190,0 kg | Joto Jotow      | 190,0 kg |
| Zweikampf | Fedail Güler | 350,0 kg | Joto Jotow      | 345,0 kg | Angel Gentschew | 340,0 kg |

#### Klasse bis 76 Kilogramm
| Disziplin | Gold            | Gold     | Silber             | Silber   | Bronze             | Bronze   |
| --------- | --------------- | -------- | ------------------ | -------- | ------------------ | -------- |
| Reißen    | Ingo Steinhöfel | 165,0 kg | Roman Sewostejew   | 162,5 kg | Leanid Lobatschou  | 162,5 kg |
| Stoßen    | Pablo Lara      | 202,5 kg | Ruslan Sawtschenko | 200,0 kg | Ingo Steinhöfel    | 197,5 kg |
| Zweikampf | Pablo Lara      | 365,0 kg | Ingo Steinhöfel    | 362,5 kg | Ruslan Sawtschenko | 360,0 kg |

#### Klasse bis 83 Kilogramm
| Disziplin | Gold              | Gold     | Silber            | Silber   | Bronze          | Bronze   |
| --------- | ----------------- | -------- | ----------------- | -------- | --------------- | -------- |
| Reißen    | Sergo Tschachojan | 175,5 kg | Marc Huster       | 172,5 kg | Pyrros Dimas    | 172,5 kg |
| Stoßen    | Marc Huster       | 210,0 kg | Sunay Bulut       | 210,5 kg | Vadim Vacarciuc | 205,0 kg |
| Zweikampf | Marc Huster       | 382,5 kg | Sergo Tschachojan | 380,0 kg | Sunay Bulut     | 375,0 kg |

#### Klasse bis 91 Kilogramm
| Disziplin | Gold          | Gold     | Silber              | Silber   | Bronze              | Bronze   |
| --------- | ------------- | -------- | ------------------- | -------- | ------------------- | -------- |
| Reißen    | Alexei Petrow | 186,0 kg | Iwan Tschakarow     | 185,0 kg | Akakios Kakiasvilis | 177,5 kg |
| Stoßen    | Alexei Petrow | 228,0 kg | Akakios Kakiasvilis | 220,0 kg | Viktor Beliatsky    | 207,5 kg |
| Zweikampf | Alexei Petrow | 412,5 kg | Akakios Kakiasvilis | 397,5 kg | Viktor Beliatsky    | 380,0 kg |

#### Klasse bis 99 Kilogramm
| Disziplin | Gold          | Gold     | Silber          | Silber   | Bronze                  | Bronze   |
| --------- | ------------- | -------- | --------------- | -------- | ----------------------- | -------- |
| Reißen    | Sergei Syrzow | 192,5 kg | Wiktor Tregubow | 185,0 kg | Aghwan Grigorjan        | 180,0 kg |
| Stoßen    | Sergei Syrzow | 225,5 kg | Wiktor Tregubow | 220,0 kg | Stanislaw Rybaltschenko | 217,5 kg |
| Zweikampf | Sergei Syrzow | 417,5 kg | Wiktor Tregubow | 405,0 kg | Stanislaw Rybaltschenko | 395,0 kg |

#### Klasse bis 108 Kilogramm
| Disziplin | Gold           | Gold     | Silber       | Silber   | Bronze       | Bronze   |
| --------- | -------------- | -------- | ------------ | -------- | ------------ | -------- |
| Reißen    | Tymur Tajmasow | 200,0 kg | Artur Akojew | 195,0 kg | Nicu Vlad    | 192,5 kg |
| Stoßen    | Tymur Tajmasow | 235,5 kg | Nicu Vlad    | 230,0 kg | Artur Akojew | 225,0 kg |
| Zweikampf | Tymur Tajmasow | 435,0 kg | Nicu Vlad    | 422,5 kg | Artur Akojew | 420,0 kg |

#### Klasse über 108 Kilogramm
| Disziplin | Gold                   | Gold     | Silber             | Silber   | Bronze       | Bronze   |
| --------- | ---------------------- | -------- | ------------------ | -------- | ------------ | -------- |
| Reißen    | Aljaksandr Kurlowitsch | 205,0 kg | Andrei Tschemerkin | 200,0 kg | Stefan Botew | 195,0 kg |
| Stoßen    | Aljaksandr Kurlowitsch | 253,0 kg | Andrei Tschemerkin | 252,5 kg | Stefan Botew | 240,0 kg |
| Zweikampf | Aljaksandr Kurlowitsch | 457,5 kg | Andrei Tschemerkin | 452,5 kg | Stefan Botew | 435,0 kg |

### Frauen

#### Klasse bis 46 Kilogramm
| Disziplin | Gold        | Gold     | Silber         | Silber   | Bronze              | Bronze   |
| --------- | ----------- | -------- | -------------- | -------- | ------------------- | -------- |
| Reißen    | Yun Yanhong | 80,5 kg  | Kunjarani Devi | 72,5 kg  | Misasanga Wangkiree | 72,5 kg  |
| Stoßen    | Yun Yanhong | 100,0 kg | Kunjarani Devi | 95,0 kg  | Chu Nan-mei         | 87,5 kg  |
| Zweikampf | Yun Yanhong | 180,0 kg | Kunjarani Devi | 167,5 kg | Tsai Huey-woan      | 155,0 kg |

#### Klasse bis 50 Kilogramm
| Disziplin | Gold             | Gold     | Silber           | Silber   | Bronze        | Bronze   |
| --------- | ---------------- | -------- | ---------------- | -------- | ------------- | -------- |
| Reißen    | Robin Byrd       | 80,0 kg  | Chen Li-chuan    | 75,0 kg  | Siyka Stoeva  | 75,0 kg  |
| Stoßen    | Izabela Rifatova | 95,0 kg  | Robin Byrd       | 95,0 kg  | Anna Stroubou | 90,0 kg  |
| Zweikampf | Robin Byrd       | 175,0 kg | Izabela Rifatova | 165,0 kg | Chen Li-chuan | 165,0 kg |

#### Klasse bis 54 Kilogramm
| Disziplin | Gold              | Gold     | Silber           | Silber   | Bronze            | Bronze   |
| --------- | ----------------- | -------- | ---------------- | -------- | ----------------- | -------- |
| Reißen    | Li Feng-ying      | 87,5 kg  | Janeta Georgieva | 87,5 kg  | Karnam Malleswari | 87,5 kg  |
| Stoßen    | Karnam Malleswari | 110,0 kg | Li Feng-ying     | 107,5 kg | Neli Yankova      | 102,5 kg |
| Zweikampf | Karnam Malleswari | 197,5 kg | Li Feng-ying     | 195,0 kg | Janeta Georgieva  | 185,0 kg |

#### Klasse bis 59 Kilogramm
| Disziplin | Gold     | Gold     | Silber            | Silber   | Bronze            | Bronze   |
| --------- | -------- | -------- | ----------------- | -------- | ----------------- | -------- |
| Reißen    | Zou Feie | 98,5 kg  | Gergana Kirilova  | 90,0 kg  | Khassaraporn Suta | 85,0 kg  |
| Stoßen    | Zou Feie | 123,0 kg | Khassaraporn Suta | 112,5 kg | Gergana Kirilova  | 112,5 kg |
| Zweikampf | Zou Feie | 220,0 kg | Gergana Kirilova  | 202,5 kg | Khassaraporn Suta | 197,5 kg |

#### Klasse bis 64 Kilogramm
| Disziplin | Gold       | Gold     | Silber          | Silber   | Bronze              | Bronze   |
| --------- | ---------- | -------- | --------------- | -------- | ------------------- | -------- |
| Reißen    | Li Hongyun | 105,0 kg | Erzsébet Márkus | 92,5 kg  | Kuo Shu-fen         | 90,0 kg  |
| Stoßen    | Li Hongyun | 130,0 kg | Kuo Shu-fen     | 115,0 kg | Alexia Papageorgiou | 110,0 kg |
| Zweikampf | Li Hongyun | 235,0 kg | Kuo Shu-fen     | 205,0 kg | Erzsébet Márkus     | 197,5 kg |

#### Klasse bis 70 Kilogramm
| Disziplin | Gold         | Gold     | Silber             | Silber   | Bronze             | Bronze   |
| --------- | ------------ | -------- | ------------------ | -------- | ------------------ | -------- |
| Reißen    | Qu Lihua     | 97,5 kg  | Wasana Putcharkarn | 95,0 kg  | Zhou Meihong       | 95,0 kg  |
| Stoßen    | Zhou Meihong | 128,5 kg | Qu Lihua           | 122,5 kg | Irina Kassimowa    | 117,5 kg |
| Zweikampf | Zhou Meihong | 222,5 kg | Qu Lihua           | 220,0 kg | Wasana Putcharkarn | 210,0 kg |

#### Klasse bis 76 Kilogramm
| Disziplin | Gold                   | Gold     | Silber       | Silber   | Bronze         | Bronze   |
| --------- | ---------------------- | -------- | ------------ | -------- | -------------- | -------- |
| Reißen    | Albina Khomich         | 97,5 kg  | Mária Takács | 95,0 kg  | Ruth Ogbeifo   | 95,0 kg  |
| Stoßen    | Panagiota Antonopoulou | 127,5 kg | Mária Takács | 122,5 kg | Ruth Ogbeifo   | 115,0 kg |
| Zweikampf | Panagiota Antonopoulou | 220,0 kg | Mária Takács | 217,5 kg | Albina Khomich | 212,5 kg |

#### Klasse bis 83 Kilogramm
| Disziplin | Gold          | Gold     | Silber        | Silber   | Bronze        | Bronze   |
| --------- | ------------- | -------- | ------------- | -------- | ------------- | -------- |
| Reißen    | María Urrutia | 105,0 kg | Chen Shu-chih | 105,0 kg | Derya Açikgöz | 100,0 kg |
| Stoßen    | María Urrutia | 132,5 kg | Chen Shu-chih | 130,5 kg | Derya Açikgöz | 120,0 kg |
| Zweikampf | María Urrutia | 237,5 kg | Chen Shu-chih | 235,0 kg | Derya Açikgöz | 220,0 kg |

#### Klasse über 83 Kilogramm
| Disziplin | Gold              | Gold     | Silber          | Silber   | Bronze          | Bronze   |
| --------- | ----------------- | -------- | --------------- | -------- | --------------- | -------- |
| Reißen    | Karoliina Lundahl | 102,5 kg | Myrtle Augee    | 97,5 kg  | Chen Hsiao-lien | 95,0 kg  |
| Stoßen    | Karoliina Lundahl | 127,5 kg | Chen Hsiao-lien | 122,5 kg | Myrtle Augee    | 120,0 kg |
| Zweikampf | Karoliina Lundahl | 230,0 kg | Chen Hsiao-lien | 217,5 kg | Myrtle Augee    | 217,5 kg |